# Authi
AUTHI - Automóviles de Turismo Hispano-Ingleses S.A. était un constructeur automobile espagnol créé en 1963 à la suite d'un accord de coentreprise entre le groupe automobile anglais British Motor Corporation et la société espagnole Nueva Montaña Quijano S.A. 

## Histoire
La société espagnole Nueva Montaña Quijano S.A. a été créée en 1899 dans le but de fabriquer de l'aciér et des produits métalliques. Une partie importante de son capital appartenait au Banco Santander et l'autre à la famille Quijano.

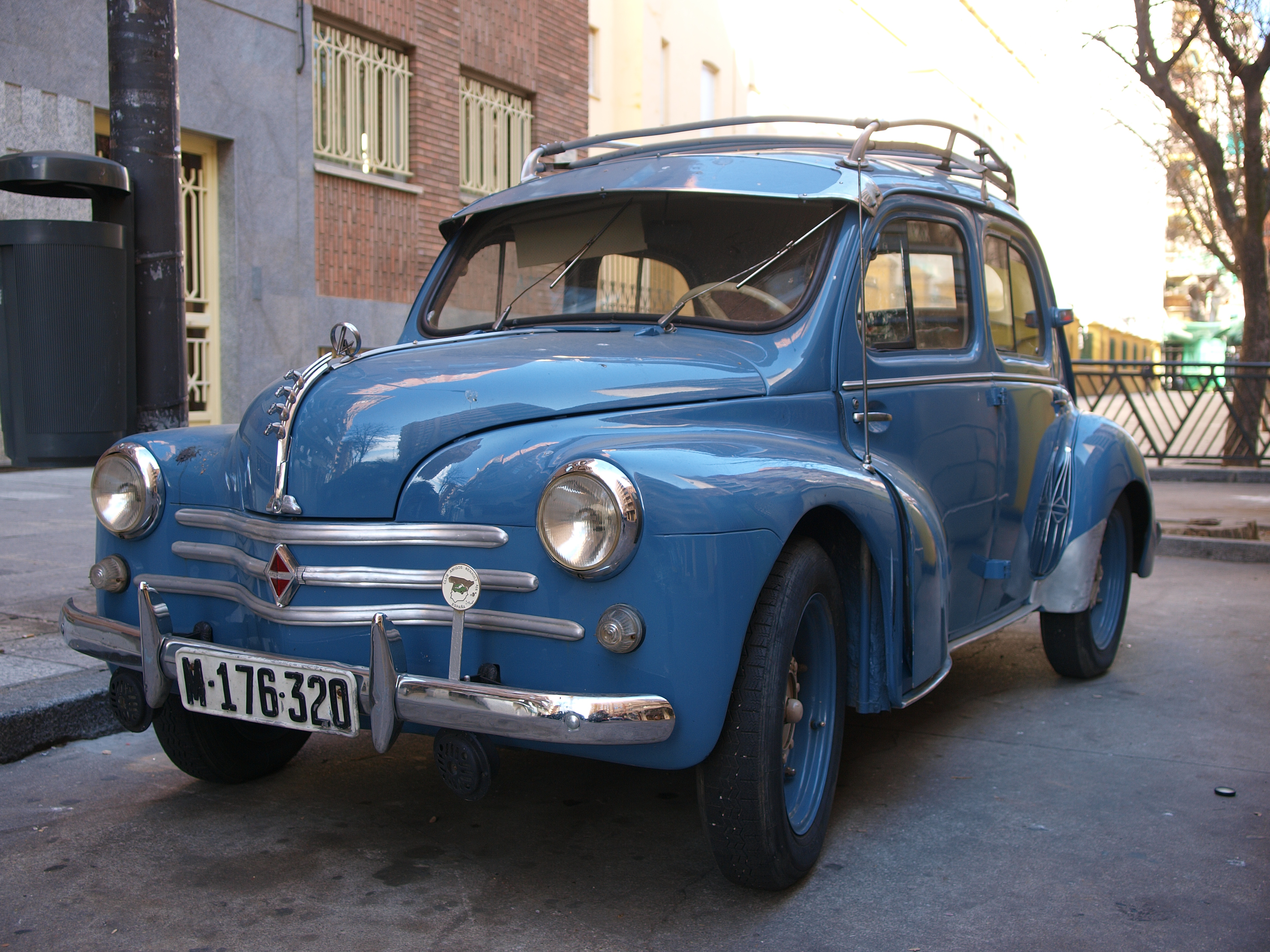
FASA 4 CV espagnole

Lorsqu'en 1951, le Banco Santander aide à la création d'un second constructeur automobile en Espagne concurrent du catalan Seat, finance et prend le contrôle de ce constructeur baptisé FASA (devenu ensuite FASA-Renault en 1965 puis Renault Espagne en 2000). FASA est l'acronyme de Fabricación de Automóviles Sociedad Anónima.
Nueva Montaña Quijano S.A. s'est rapidement lancée dans la construction de moteurs destinés aux chaînes d’assemblage de ce nouveau petit constructeur espagnol qui allait fabriquer sous licence, des Renault 4CV grâce à l'intervention d'un militaire et ingénieur andalou Manuel Jiménez-Alfaro qui a obtenu en très peu de temps (3 mois jour pour jour) toutes les autorisations administratives du gouvernement espagnol. Le premier exemplaire sortira de l'usine construite à cet effet à Valladolid le 12 août 1953.
Au début des années 1960, le groupe espagnol Fierro prend le contrôle de FASA, le constructeur français prend une participation de 15% et obtient l'autorisation de construire une usine de fabrication de ses propres moteurs. Nueva Montaña Quijano S.A. se voit donc contraint d'arrêter sa production de moteurs. 
La seule voie qui lui restait ouverte était, en réaction à ce camouflet, de lancer la fabrication de ses propres voitures, ce qui fut fait après avoir obtenu l'autorisation du ministère espagnol de l'Industrie. Nueva Montaña Quijano S.A. signe un accord de coopération avec le groupe anglais British Motor Corporation en 1963.
L'Espagne avait donc quatre constructeurs automobiles sur son territoire : Seat qui représentait plus de 50 % du marché, Citroën, FASA et le petit dernier Authi.

## La naissance d'AUTHI
C'est le 12 novembre 1966 que la société AUTHI a été constituée officiellement sous la présidence d'Eduardo Ruiz de Huidrobo y d'Alzurena. Le capital social initial était de vingt millions de pesetas en actions nominatives, toutes détenues par la société fondatrice Nueva Montaña Quijano S.A.. AUTHI avait établi son siège social à Arazuri, région de Navarre, en Espagne et avait construit une usine à Pampelune.
En janvier 1967, les premiers véhicules fabriqués sous licence par AUTHI sont commercialisés, des modèles dérivés de la gamme Austin - Morris 1100 - ADO 16, avec la suspension Hydrolastic caractéristique.
En octobre 1968, la Mini 1275C est lancée sur le marché, le C faisant penser à une version Cooper. En revanche, la Mini C intégrait une mécanique semblable à celle de la Morris 1300. En ce qui concerne l'équipement intérieur, la Mini 1275 C offrait des sièges en cuir et une planche de bord en noyer. Sa finition était beaucoup plus luxueuse que celle des originaux anglais et très proches des Innocenti italiennes.
En avril 1969, la Mini 1000 est lancée en deux finitions : Standard et Special. Cette dernière était la version la plus luxueuse et, selon plusieurs, la meilleure Mini fabriquée par AUTHI de son histoire. L’assemblage de la première série de Mini 1000 a été réalisé dans l’usine de Pampelune avec des carrosseries provenant d’Angleterre et de composants provenant du groupe NMQ, notamment de son usine de Los Corrales de Buelna (Cantabrie), où étaient fabriqués les moteurs, les boîtes de vitesses et les transmissions, et des usines de son groupe, comme Crilastic, Ketalauto et Tecniauto, à Barcelone. Ces sociétés étaient des fournisseurs de petites pièces embouties, d’éléments auxiliaires, de garnitures, de carburateurs SU et de pompes à essence. Les ateliers Miguel de Prado à Valladolid et Ogerma à Madrid, consacrés aux éléments de garniture et aux sièges, ont également été utilisés.

Malgré ses indéniables qualités, les ventes de Mini AUTHI n’ont jamais atteint les quantités prévues en raison du coût trop élevé des voitures peut être trop luxueuses compte tenu des possibilités économiques des clients espagnols de l’époque. En novembre 1968, la direction de British Motor Corporation devenu British Leyland, doit aider son licencié AUTHI à éviter la faillite et décide de prendre une participation dans AUTHI.
Le 7 juillet 1969, Lord Stokes, président de British Leyland, annonce que British Leyland avait acquis 51% du capital de Nueva Montaña Quijano S.A. et nommait Pablo Tarrero Rivero à la présidence de la société.
Le nom de la société n’a pas changé car les automobiles étaient commercialisées sous le nom Leyland-Authi. Les usines Nueva Montaña Quijano S.A. ont été intégrées à la société.
En 1973, le capital fut à nouveau augmenté et cela a permis à British Leyland Motor Corporation de racheter pratiquement 100% de la société espagnole. Le taux de composants espagnols dans les véhicules était alors de 95%.
À la suite du rachat d’AUTHI par le groupe anglais, la fabrication de la Mini 850 dans sa version ADO-15 (l’originale 1959) a débuté en janvier 1970. En octobre de la même année, la gamme ADO-20 était lancée, correspondant à la série également appelée MK III tandis que les 1275 C, 1000 S, 1000 E et les 850 étaient des séries de type MK II.
Avec l'introduction de la Mini 850, les finitions de luxe disparurent et le coût élevé des véhicules qui collait jusque-là de l'image de marque AUTHI ont disparu. Vint ensuite une nouvelle Mini 1000 avec un équipement très simple dans les finitions S et E.
La manque flagrant de connaissances techniques des vendeurs professionnels a conduit AUTHI à ne jamais pouvoir compter sur un réseau d'après-vente fiable, et perdra beaucoup de clients. La Mini ne put jamais s'affirmer sur le marché espagnol.
C'est en 1971 que la Mini 1275 GT remplace la 1275 C, avec  la suppression des sièges en cuir, de la planche en noyer et des phares halogène ce qui a conduit à une baisse très importante du prix qui a placé la GT à un niveau très compétitif.
En fin d'année 1973, alors que la marque connaissait un sérieux déclin, B.L.-AUTHI lance la Mini Cooper 1300, une version très soignée par rapport à la Mini 1275 GT, en ce qui concerne le confort et les finitions. Au niveau équipements, la Cooper disposait d'une instrumentation complète, lunette arrière chauffante, réservoir de carburant de 36 litres et, en option, essuie-glace, appuie-tête sur les sièges avant et radiateur d'huile. Bien que le nom soit presque identique, le moteur de cette voiture était différent de celui des Cooper S anglaise ou Mini Cooper italienne. Le moteur, produit en Italie était celui de l’Austin Victoria de Luxe, voiture aussi fabriquée en Espagne par BL-AUTHI. La puissance n'était que de 68 Ch SAE, soit 60 Ch DIN, bien peu comparés aux 76 Ch des Innocenti Mini Cooper.
L’apparition de cette voiture n’a pas suffi à maintenir la rentabilité de l’usine et, parallèlement à la crise pétrolière du milieu des années 70, BL-AUTHI a décidé de fermer ses portes en 1976, après avoir produit environ 140.000 automobiles dont certaines ont été exportées à l’étranger.

## La fin d'AUTHI
Après la faillite du constructeur espagnol et du retrait de sa maison mère anglaise, le gouvernement espagnol a quasiment obligé Seat à reprendre l'ancienne usine de Pampelune qui avait été sérieusement endommagée par un incendie. Seat a reconstruit une usine moderne et le 22 janvier 1976 a pu fabriquer le premier exemplaire d'une nouvelle version de la Seat 124 baptisée Pamplona. D'autres modèles seront également produits dans cette usine comme la Seat 1430 puis la Seat Panda à partir de 1980. Seat a produit 155.933 des 1.151.550 Seat 124 / 1430 dans l'usine de Pampelune.
Curiosité de l'histoire : la chaîne d'assemblage de la Seat 124 Pamplona a été vendue au constructeur indien Premier PAL en 1980 pour produire sous licence en Inde une autre variante de la Fiat 124, la Premier 118N.

## Production
| Année               | 1965 | 1966 | 1967   | 1968   | 1969   | 1970   | 1971   | 1972   | 1973   | 1974   | 1975   |
| Production annuelle | 0    | 27   | 14.645 | 21.020 | 15.789 | 18.570 | 31.401 | 34.199 | 43.318 | 30.763 | 15.121 |
| ------------------- | ---- | ---- | ------ | ------ | ------ | ------ | ------ | ------ | ------ | ------ | ------ |

## Modèles automobiles
Liste des modèles automobiles produits par Authi sous licence British Leyland :
- Authi Mini (1959-2000) : 1968–1975
- Authi Mini Cooper : 1973–1975
- Austin et Morris 1100 / 1300 : 1966–1972
- Austin Victoria - Austin Victoria De Luxe : 1972–1975
- Austin de Luxe : 1974–1975